# Joe D'Igalo
Joseph "Joe" D'Igalo est un animateur américain ayant travaillé dans plusieurs studios dont les studios Disney.

## Biographie
Il fut engagé aux studios Disney en 1931 et travaille essentiellement sur des Silly Symphonies.
En 1934, il quitte Disney pour le studio de Walter Lantz et traivaille jusqu'en 1935 sur quelques Oswald le lapin chanceux, série alors distribuée par Warner Bros.
En 1936, il travaille pour le Leon Schlesinger Studios sur la série des Porky Pig, studio qu'il quitte à l'été 1938.
Il participe ensuite entre 1939 et 1941 à trois longs métrages au sein du Fleischer Studios.

## Filmographie
- 1931 : Mélodies égyptiennes
- 1931 : En plein boulot
- 1931 : Le Vilain Petit Canard
- 1931 : The Cat's Nightmare
- 1931 : The Clock Store
- 1931 : The Spider and the Fly
- 1931 : The Fox Hunt
- 1932 : Des arbres et des fleurs
- 1932 : Rien qu'un chien
- 1932 : Le Roi Neptune
- 1932 : Les Enfants des bois
- 1932 : The Bears and the Bees
- 1932 : Bugs in Love
- 1932 : L'Atelier du Père Noël
- 1933 : Birds in the Spring
- 1933 : Old King Cole
- 1933 : The Pied Piper
- 1933 : The Night Before Christmas
- 1933 : L'Arche de Noé
- 1934 : Les Petits Lapins joyeux
- 1934 : The Hot Chocolate Soldiers
- 1934 : Chris Columbus Jr. (première participation à un Oswald de Walter Lantz)
- 1934 : Sky Larks
- 1935 : Robinson Crusoe Isle
- 1935 : The Hillbilly (dernière participation à un Oswald de Walter Lantz)
- 1936 : Shanghaied Shipmates (première participation à un Porky Pig)
- 1936 : Porky's Moving Day
- 1936 : Don't Look Now
- 1937 : Porky's Road Race
- 1937 : Porky's Romance
- 1937 : Porky's Railroad
- 1937 : Speaking of the Weather
- 1937 : Porky's Double Trouble
- 1938 : Katnip Kollege
- 1938 : Porky's Spring Planting
- 1939 : Les Voyages de Gulliver (Gulliver's Travels)
- 1940 : Wimmen Is a Myskery
- 1941 : Mr. Bug Goes to Town